# Euphrasia tarokoana
Euphrasia tarokoana là loài thực vật có hoa thuộc họ Cỏ chổi. Loài này được Ohzoi mô tả khoa học đầu tiên năm 1933.